# Bosöns IK
Bosöns IK var en sportklubb i Bosön i Sverige. Klubben grundades 14 november 1961 och var nära knuten till Bosön idrottsfolkhögskola. Den bestod av personal och elever vid skolan. Klubben var främst aktiv inom volleyboll, men hade även ett lag i hockeybockey som deltog i en lokal serie. Den var förutom till svenska volleybollförbundet även  ansluten till svenska skidförbundet och svenska skolidrottsförbundet samt höll klubbtävlingar i badminton och bordtennis.
Damlaget i volleyboll blev svenska mästare fem gånger (de första mästerskapen som hölls, sånär som på Kolbäcks VK:s seger 1965). Segerlaget vid första upplagan bestod av Marianne Åkerblom, Anne-Marie Helin, Lea Mattila, Inga-Lill Berghem, Kerstin Söderholm, Gudrun Johansson, Kristina Eriksson och Madeleine Nyman. Fem spelare deltog i damlandslagets första match. Ing-Britt Andersson spelade 37 landskamper medan Raija Nähri spelade 33 landskamper.

### Fotnoter
1. 1 2  David Ottosson. ”Volleybollens etablering i Sverige” (på engelska). https://vdocuments.mx/download/volleybollens-etablering-i-sverige-2016-06-07-1-stockholms-universitet-historiska.html. Läst 5 november 2023.
2. 1 2 3 4 5  ”Svenskt volleybollarkiv” (på engelska). Svenska Volleybollförbundet. https://volleybollarkiv.exaf.se/volleyboll/svenska-mastare. Läst 5 november 2023.
3. 1 2 3  David Ottosson. ”Volleybollens etablering i Sverige (C-uppsats)”. Arkiverad från originalet den 5 november 2023. https://web.archive.org/web/20231105230037/https://vdocuments.mx/download/volleybollens-etablering-i-sverige-2016-06-07-1-stockholms-universitet-historiska.html. Läst 5 november 2023.